# مستشفى الشيخة فاطمة بنت مبارك العسكري
مستشفى الشيخة فاطمة بنت مبارك العسكري مستشفى عسكري فلسطيني تملكه الخدمات الطبية العسكرية الفلسطينية، كان يقدم خدماته للمواطنين العسكريين والمدنيين، أقيم في بلدة ترمسعيا قضاء محافظة رام الله والبيرة على مساحة 11 دونم، وتبلغ قدرته السريرية 12 سريراً. لا يعمل المستشفى حاليًا.
يتكون المستشفى من طابقين بمساحة ألف متر مربع، ويحتوي على عدة أقسام هي: الإسعاف والطوارئ، والعيادات الخارجية، المختبر، الأشعة، الصيدلية.